# کاماکورا اونیکی
کاماکورا اونیکی (به ژاپنی: 鎌倉大日記 かまくらおおにっき)، وقایع نگاری که نویسنده آن ناشناخته است، با محوریت خاندان آشیکاگا. گمان می‌رود که در اواخر دوره نانبوکوچو نوشته شده باشد و از آن زمان به بعد منتقل شده است.